# Nihewan

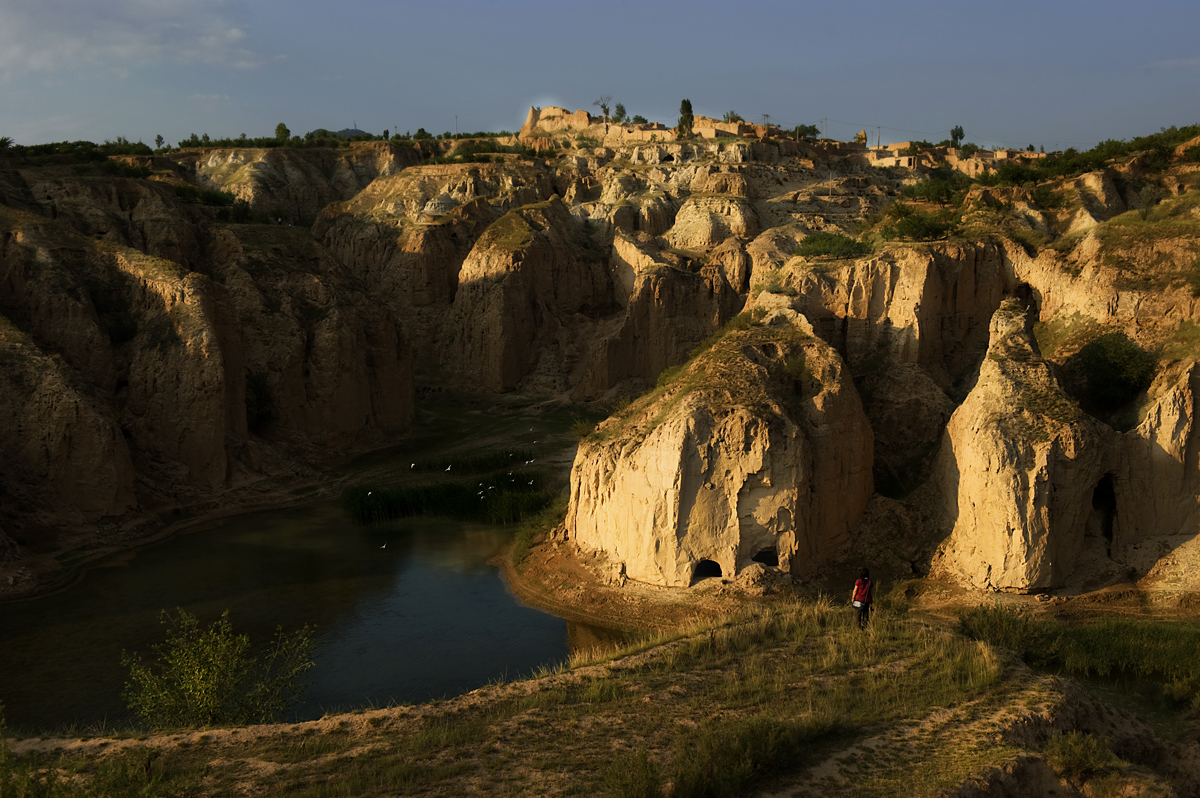
Nihewan

Nihewan (chinesisch 泥河灣 / 泥河湾, Pinyin Níhéwān, W.-G. Ni-ho-wan/Nihowan) ist ein kleines Dorf in der chinesischen Provinz Hebei. Es liegt am Fluss Sanggan He im Osten des Kreises Yangyuan (阳原县) der bezirksfreien Stadt Zhangjiakou. Nach ihm wurde das Nihewan-Becken (auch: Nihewan-Senke, 泥河湾盆地) im Grenzgebiet der Provinzen Hebei und Shanxi benannt, dass etwa 150 km westlich von Peking entfernt ist und eine Fläche von zirka 150–200 km² einnimmt. In dieser Region befinden sich bedeutende paläoanthropologische und archäologische Fundstätten des Frühen Pleistozäns.

## Nihewan-Faunengemeinschaft
Es ist u. a. ein bedeutender Fundort einer fossilen Vertebraten-Fauna (泥河湾动物群,  Nihewan dongwuqun, englisch Nihewan faunal assemblages – „(fossile) Nihewan-Faunengemeinschaft“) aus dem Quartär. Die Fossilien gehören zu Elephas (Paleoloxodon), Elephas planifrons, Equus sanmeniensis, Bison, Camelus, Ovis und Dicerorhinus sowie zu archaischen Typen wie Proboscidihipparion (Hipparion) sinense, Elasmotherium, Chalicotherium und Machairodus.

## Archäologische Funde
Es handelt sich um eine Gruppe von Fundplätzen des Paläolithikums, von denen einige bereits seit den 1970er Jahren bekannt sind, aber erst durch jüngere paläomagnetische Untersuchungen und auch Nachgrabungen hat sich das Bild der frühesten Besiedelung des Nihewan-Beckens stark gewandelt. Der früheste Hinweis der Besiedlung durch Hominini datiert demnach auf etwa 1,66 Millionen Jahre. Die Funde sind von großer Bedeutung für die Erforschung der dortigen Steingerätekultur. In Xujiayao wurden menschliche Fossilien entdeckt, die Homo erectus zugeschrieben werden können.
Wichtige Fundplätze im Nihewan-Becken sind:
- Yujiagou-Stätte (于家沟遗址)
- Xiaochangliang-Stätte (小长梁遗址)
- Hutouliang-Stätte (虎头梁遗址)
- Xujiayao-Stätte (许家窑遗址)
- Houjiayao-Stätte (侯家窑遗址)
- Donggutuo-Stätte (东谷坨遗址)
- Majuangou-Stätte (马圈沟遗址).
- Xiantai-Stätte

In den 1920er Jahren haben die französischen Archäologen Pierre Teilhard de Chardin und Henri Breuil zu Nihewan geforscht. Direktor des Forschungszentrums Paläolithische Kultur Nihewan (泥河湾旧石器文化研究中心,  Nihewan jiushiqi wenhua yanjiu zhongxin, englisch Nihewan Paleolithic Culture Research Center) ist Xie Fei (谢飞).
In englischer Sprache haben unter anderem die Forscher Desmond Clark, Susan Keates, Ric Potts, Kathy Schick und Nic Toth über Nihewan gearbeitet. Das kanadische Royal Ontario Museum (Abk. ROM) ist an dem 1998 begonnenen „Nihewan Project“ beteiligt.
Die paläolithischen Nihewan-Stätten (泥河湾遗址群,  Nihewan yizhi qun auch 泥河湾遗址,  Nihewan yizhi) stehen seit 2001 auf der Liste der Denkmäler der Volksrepublik China (5-2).

## Oberbegriff Nihewan
Das Wort Nihewan 泥河湾 steht im Chinesischen für verschiedene Begriffe:
- Nihewan 泥河湾 das Dorf Nihewan
- Nihewan pendi 泥河湾盆地 Nihewan-Becken
- Nihewan dizhi poumian 泥河湾地质剖面 Geologisches Profil von Nihewan
- Nihewan dongwu qun 泥河湾动物群 fossile Nihewan-Faunengemeinschaft
- Nihewan dongzhiwu qun 泥河湾动植物群 fossile Nihewan Faunen- und Florengemeinschaft
- Nihewan wenhua 泥河湾文化 Nihewan-Kultur
- Nihewan qi 泥河湾期 Nihewan-Zeit
- Nihewan gu hu 泥河湾古湖 ehemaliger Nihewan-See

## Tabellarische Übersicht
- 1. Maquangou (马圈沟遗址)
- 2. Feiliang (飞梁遗址)
- 3. Cenjiawan (岑家湾遗址)
- 4. Xiaochangliang (小长梁遗址)
- 5. Banshan (半山遗址)
- 6. Donggutuo (东谷坨遗址)
- 7. Maliang (马梁遗址)
- 8. Madigou (麻地沟遗址)
- 9. Chenggou (成沟遗址)
- 10. Youfang (油房遗址)
- 11. Baituliang (白土梁遗址)
- 12. Banjiangzi (板井子遗址)
- 13. Banjiangzi T3 (板井子遗址Ｔ３)
- 14. Xinmiaozhuang (新庙庄遗址)
- 15. Que’ergou (雀儿沟遗址)
- 16. Kudanggou (裤裆沟遗址)
- 17. Toumafang (头马坊遗址)
- 18. Manliubao (漫流堡遗址)
- 19. Houjiayao (侯家窑遗址)
- 20. Nihewan (泥河湾遗址)
- 21. Xigou (西沟遗址)
- 22. Ma’anshan (马鞍山遗址)
- 23. Guadiliang (瓜地梁遗址)
- 24. Baixigou (白喜沟遗址)
- 25. Gongjiawan (弓家湾遗址)
- 26. Heyan (河沿遗址)
- 27. Dadiyuan (大地园遗址)
- 28. Longjiawan (庞家湾遗址)
- 29. Yaoyuan (窑院遗址)
- 30. Yiduquan (益堵泉遗址)
- 31. Baoyu (豹峪遗址)
- 32 .Xiangshuigou (响水沟遗址)
- 33. Hongya (红崖遗址)
- 34. Beigou (北沟遗址)
- 35. Huoshigou (火石沟遗址)
- 36. Xibaimaying (西白马营遗址)
- 37. Dongbaimaying (东白马营遗址)
- 38. Dongfangchengbao (东坊城堡遗址)
- 39. Weidipo (苇地坡遗址)
- 40. Jijitan T1 (籍箕滩遗址Ｔ１)
- 41. Jijitan T2 (籍箕滩遗址Ｔ２)
- 42. Jijitan T3 (籍箕滩遗址Ｔ３)
- 43. Caocun (槽村遗址)
- 44. Pingding (平顶遗址)
- 45. Majiayao (马家窑遗址)
- 46. Baoshenguan (保伸观遗址)
- 47. 65039-Stätte (６５０３９遗址) (Yujiagou 于家沟)
- 48. 65040-Stätte (６５０４０遗址)
- 49. 73117-Stätte (７３１１７遗址) (Xinggou 杏沟)
- 50. 73101-Stätte (７３１０１遗址) (Bashi mudi 八十亩地)
- 51. 73102-Stätte (７３１０２遗址) (Daxiwan 大西湾)
- 52. 73105-Stätte (７３１０５遗址)
- 53. 73107-Stätte (７３１０７遗址)
- 54. Motianling (摩天岭遗址)[7]